# Miguel Santos de San Pedro
Miguel Santos de San Pedro (Santervás de la Vega, siglo XVI – Madrid, 4 de marzo de 1633) fue un sacerdote católico y hombre de estado español, inquisidor de Aragón, obispo de Solsona y abad de Santa María de Gerri, virrey del Principado de Cataluña,  presidente del Consejo de Castilla y arzobispo de Granada.

## Biografía

### Nacimiento, familia y formación
Perteneciente a una familia originaria del reino de León con muchos clérigos entre sus miembros, nació seguramente en Santervás de la Vega, hacia 1563, aunque hay autores que fijan su nacimiento en Quintanadíez de la Vega, población cercana muy vinculada con la familia Santos de San Pedro.
Se formó, como otros muchos miembros de su familia, en el Colegio Mayor Santa Cruz de Valladolid.

### Presbítero
Ordenado sacerdote, ocupó los cargos de canónigo Arcediano de Alcor, una dignidad de la catedral de Palencia y de inquisidor general de la Corona de Aragón.

### Obispo de Solsona
El 16 de abril de 1624 fue nombrado obispo de Solsona, cargo al que estaba unido el de abad de Gerri. Fue el tercer obispo de esta diócesis y, como abad de Gerri, consiguió de Felipe IV eliminar la encomienda que pesaba sobre la abadía, de forma que a partir de 1624 todas las rentas generadas en la misma quedaban a disposición de la abadía, sin estar sometida a ninguna rendición de cuentas. Como obispo de la diócesis padeció el resentimiento que acumulaba el clero diocesano por los frecuentes nombramientos de obispos castellanos para las sedes del principado. Promovió la finalización de las obras en la nave gótica de la catedral de Solsona y mandó la construcción del ábside. Elaboró unas constituciones sinodales, vigentes prácticamente hasta la actualidad, y dictó diferentes normas en una campaña para establecer la estricta observancia de la regla de san Benito en los monasterios, algunos de los cuales adolecían de mala reputación por la relajación e inmoralidad de costumbres y frecuentes disturbios, y realizó visita pastoral a todas las parroquias de su obispado.

### Virrey del Principado de Cataluña
El 17 de enero de 1627, Miguel Santos de San Pedro fue nombrado virrey de Cataluña. Pasó a residir en Barcelona, desde donde encabezó la lucha contra el bandolerismo resurgente con la organización de diversos somatenes y llegando a prohibir alguna fiesta religiosa. Sustituido en el cargo por el duque de Feria el 11 de junio de 1629, volvió a residir en Solsona.

### Presidente del Consejo de Castilla
Poco después, el 27 de noviembre de 1629, Felipe IV lo nombró presidente del Consejo de Castilla para sustituir a Gabriel Trejo Paniagua, cargo que ocuparía hasta su muerte.

### Arzobispo de Granada
El 13 de noviembre de 1630 fue nombrado arzobispo de Granada. No llegó a visitar ni residir en la archidiócesis, aunque parece que pidió licencia al rey en varias ocasiones para hacerlo.

### Final
Falleció en Madrid el 4 de marzo de 1633, en el ejercicio de sus funciones como arzobispo y presidente de Castilla y sus restos se inhumaron en un mausoleo ubicado en el lado del evangelio de la iglesia del Salvador de Quintandadíez de la Vega.